# ベイ・オブ・キングス
『ベイ・オブ・キングス』（Bay of Kings）は、イギリスのギタリスト、スティーヴ・ハケットが1983年に発表した7作目のスタジオ・アルバム。

## 背景
ハケットは1980年代初頭からクラシック・ギター作品集のアイディアを温めていたが、当時の所属レーベル「カリスマ・レコード」に拒否されたため、ランボルギーニ・レコードへ移籍して本作をリリースした。「ホライゾンズ」はジェネシス時代のアルバム『フォックストロット』収録曲のリメイクで、「キム」はソロ・アルバム『プリーズ・ドント・タッチ』からの曲のリメイクである。
本作リリースに伴うアコースティック・ツアーは、実弟のジョン・ハケットのみを従えた編成で行われ、ハケット自身のレーベル「カミノ・レコード」から2006年に発売されたライブ・アルバム『Live Archive 83』には、11月4日のエディンバラ公演と11月17日のスウォンジー公演における録音が収録された。

## 反響・評価
イギリスでは1983年11月19日付の全英アルバムチャートで70位を記録した。ロビン・プラッツはオールミュージックにおいて5点満点中4点を付け、アルバムの全体像に関して「ハケットはギターの録音に細心の注意を払い、彼の努力は、この華麗なサウンドのアルバムを通じて輝きを放っている」、「ホライゾンズ」及び「キム」のリメイクに関して「いずれもオリジナルを凌いでいる」と評している。

## 収録曲
特記なき楽曲はスティーヴ・ハケット作。
1. ベイ・オブ・キングス - "Bay of Kings" - 4:56
2. ザ・ジャーニー - "The Journey" - 4:15
3. キム - "Kim" - 2:25
4. マリゴールド - "Marigold" - 3:36
5. セント・エルモズ・ファイアー - "St. Elmo's Fire" - 3:08
6. ペトロポリス - "Petropolis" - 2:45
7. セカンド・チャンス - "Second Chance" - 1:58
8. キャスト・アドリフト - "Cast Adrift" - 2:15
9. ホライゾンズ - "Horizons" - 1:47
10. ブラック・ライト - "Black Light" - 2:31
11. ザ・バーレン・ランド - "The Barren Land" - 3:46
12. カルマリア - "Calmaria" - 3:23

### 1994年再発CDボーナス・トラック
1. タイム・ラプス・アット・ミルトン・キーンズ - "Time Lapse at Milton Keynes" - 3:56
2. テールズ・オブ・ザ・リヴァーバンク - "Tales of the Riverbank" (Traditional) - 2:02
3. スカイ・ボート・ソング - "Skye Boat Song" (Traditional) - 1:35

## 参加ミュージシャン
- スティーヴ・ハケット - クラシック・ギター、キーボード
- ジョン・ハケット - フルート
- ニック・マグナス - キーボード